# آنوشاوان ساهاکیان
آنوشاوان هایکی ساهاکیان (ارمنی: Անուշավան Հայկի Սահակյան؛ زادهٔ ۲۳ ژانویهٔ ۱۹۷۲) کشتی‌گیر در رشته کشتی آزاد اهل ارمنستان است که در مسابقات قهرمانی کشتی اروپا ۱۹۹۴ در رم در وزن ۵۷ کیلوگرم موفق به کسب مدال طلا شد.